# Into the Deep
Pour plus de détails, voir Fiche technique et Distribution.
Into the Deep est un film américain réalisé par Christian Sesma et sorti en 2025. Le scénario est écrit par Chad Law et Josh Ridgway, et réalisé par Christian Sesma. La distribution comprend Richard Dreyfuss, Scout Taylor-Compton, Jon Seda et Stuart Townsend,,,.

## Distribution
- Richard Dreyfuss : Seamus[2]
- Scout Taylor-Compton[1] : Cassidy
- Stuart Townsend[1] : Benz
- Jon Seda[1] : Jordan
- AnnaMaria Demara[1]
- Ron Smoorenbourg[1]
- Lorena Sarrià[1]
- Callum McGowan[1] : Gregg
- Maverick Kang Jr.[1]
- Tom O'Connell[1]
- Tofan Pirani[1]
- Quinn P. Hensley[2]

## Sortie et accueil

### Dates de sortie
Le film connait une sortie limitée le 24 janvier 2025, dans certains cinémas américains, et est également disponible simultanément sur les plateformes numériques et en vidéo à la demande,.

### Critique
Leslie Felperin du Guardian a attribué au film deux étoiles sur cinq[réf. nécessaire].
De même, Rich Cross du Starburst Magazine (en) lui a attribué deux étoiles sur cinq.